# Strzelce Opolskie

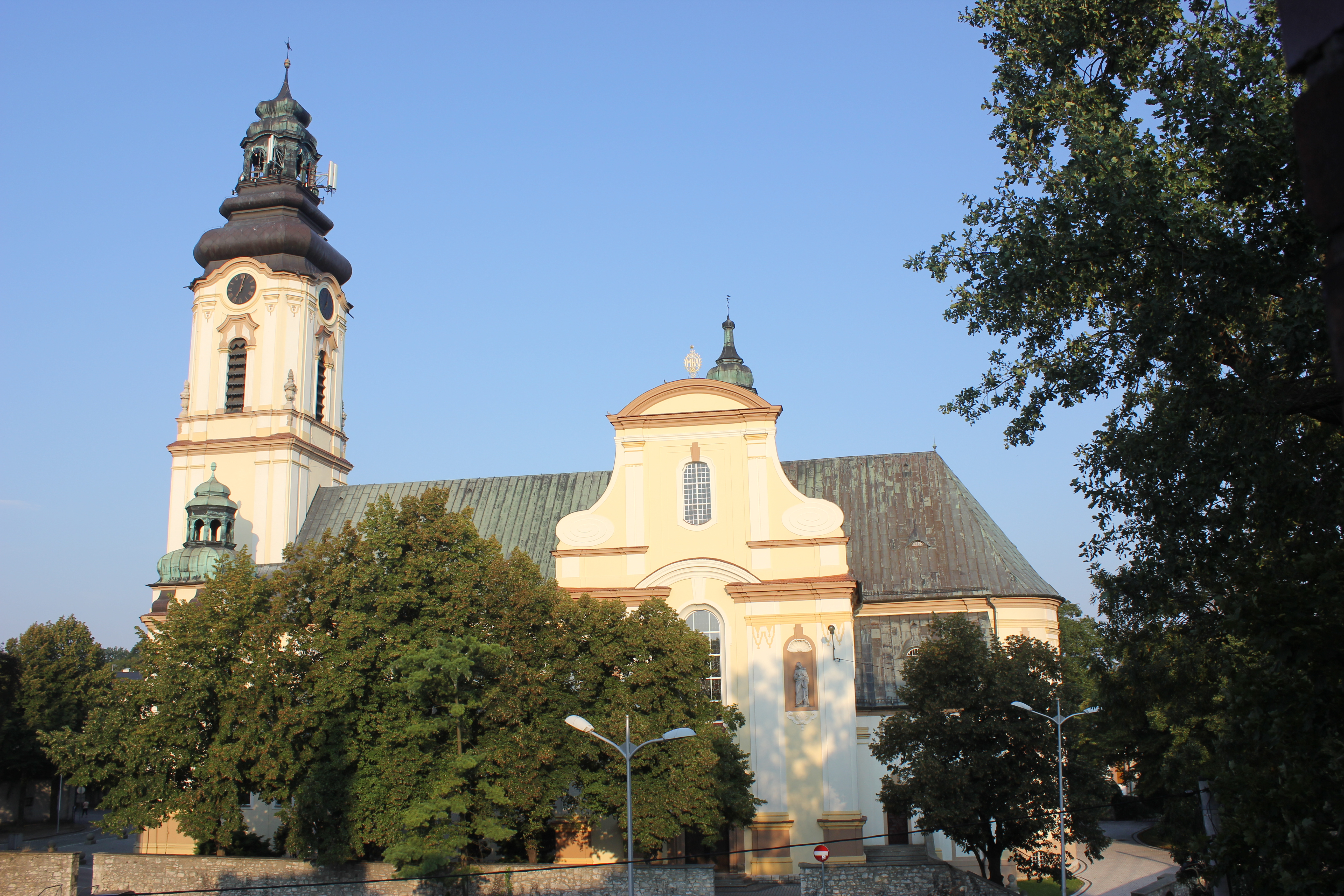
Kostel svatého Vavřince

Strzelce Opolskie (česky historicky též Velké Střelice, polsky dříve Strzelce Wielkie, slezsky Wjelge Strzelce, německy Groß Strehlitz) jsou město v jižním Polsku v Opolském vojvodství, sídlo okresu Strzelce. Leží na historickém území Horního Slezska na silniční a železniční trase Opolí – Hlivice zhruba v půli cesty mezi oběma městy. Z geomorfologického hlediska se rozkládají na západním okraji Slezské vysočiny. V roce 2024 zde žilo 16 975 obyvatel.

## Historie
První zmínka o trhové osadě Strelicz pochází z roku 1234. Lokace podle magdeburského práva proběhla pravděpodobně na sklonku 13. století za vlády Boleslava I. Opolského. V letech 1313–1460 městečko bylo sídlem Střeleckého knížectví, které pak Mikuláš I. opět sloučil s knížectvím Opolským. V 18. století byly Strzelce součástí daňové inspekce v Prudníku. Spolu s celým Horním Slezskem náleželo Střelecko do roku 1742 Zemím Koruny české, resp. Habsburské monarchie. Po první slezské válce připadlo Prusku a na území německého státu (Německého císařství, Výmarské republiky, Třetí říše) se nacházelo až do roku 1945, kdy bylo přičleněno k socialistickému Polsku. Přívlastek Opolské namísto od 16. století používaného Velké se v úředním názvu města objevil v roce 1948.

## Památky
Mezi pamětihodnosti města patří dřevěný hřbitovní kostel svaté Barbory z roku 1690, radnice na náměstí postavená v letech 1844–1846 ve stylu kombinujícím prvky klasicismu a novogotiky, novobarokní farní kostel svatého Vavřince (1907), bývalý evangelický kostel (1826), areál pivovaru či pozůstatky středověkých hradeb. Velká část historického jádra byla vypálena po příchodu Rudé armády v lednu 1945. Střelecký hrad, a později zámek, (Hrad Strzelce Opolskie) dodnes zůstává válečnou ruinou a hlavní náměstí (rynek) v současnosti lemují převážně panelové domy. Atraktivním místem je také městský/zámecký park Park w Strzelcach Opolskich.

## Osobnosti
- Gustav Meyer (1850–1900) – německý jazykovědec

## Partnerská města
- Bandera, Texas, USA
- Druskininkai, Litva
- Holice, Česko
- Soest, Německo
- Tysmenycja, Ukrajina